# Zosterops semperi
El anteojitos de las Carolinas (Zosterops semperi) es una especie de ave paseriforme de la familia Zosteropidae propia las islas Carolinas.

## Distribución y hábitat
El anteojitos de las Carolinas se encuentra distribuido por los subarchipiélagos de Palaos, islas Chuuk y Ponapé.